# Dorfmanite
La dorfmanite è un minerale.